# Sesioctonus qui
Sesioctonus qui är en stekelart som beskrevs av Briceno 2003. Sesioctonus qui ingår i släktet Sesioctonus och familjen bracksteklar. Inga underarter finns listade i Catalogue of Life.